# 梭哈人生 (中国电影)
《梭哈人生》（英語：The Drifting Red Balloon），是一部于2018年上映的爱情励志电影。由赵韩樱子、施予斐、谭佑铭、孟智超领衔主演，2018年1月19日于中国大陆上映。

## 演员列表
| 演员姓名 | 角色名称 | 介绍 |
| 赵韩樱子 | 林菲儿   |      |
| 施予斐   | 李可     |      |
| 谭佑铭   | 肖飞     |      |
| 孟智超   | 张扬     |      |
| 李林轩   | 金梦     |      |